# Georg Heinrich Thiessen

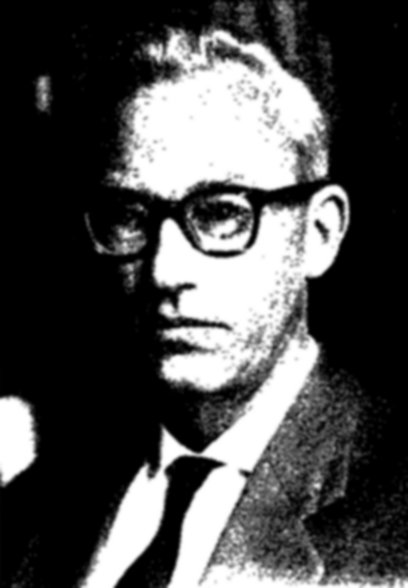
Georg Heinrich Thiessen

Georg Heinrich Thiessen (* 19. Januar 1914 in Eddelak bei Brunsbüttelkoog; † 3. Juli 1961 in Hamburg) war ein deutscher Astronom.

## Leben
Georg Thiessen studierte Physik und Mathematik und promovierte 1940 an der Georg-August-Universität Göttingen bei Richard Becker. 1943 kam er an das Fraunhofer-Institut der Reichsstelle für Hochfrequenzforschung nach Freiburg im Breisgau, wo er Karl-Otto Kiepenheuer kennenlernte. Noch im Januar 1945 wurde er an die Sternwarte in Hamburg-Bergedorf versetzt, wo er von 1946 bis 1953 Assistent und dann Observator war. 1953 habilitierte er sich über das Magnetfeld der Sonne, 1959 wurde er zum Professor berufen. Er war der Meinung, dass es ein allgemeines solares Magnetfeld gibt.
Am 3. Juli 1961 kam er bei einem frontalen Zusammenstoß mit einer Straßenbahn ums Leben, seine Frau wurde bei diesem Unfall schwer verletzt.
1970 wurde der Krater Thiessen auf der Rückseite des Mondes nach ihm benannt.

## Sonnenflecken
Thiessen beschäftigte sich eingehend mit Sonnenflecken. Er beobachtete, dass die auf der restlichen Sonnenoberfläche überall vorkommende Granulation in der Umbra nicht existiert. Bei genauer Beobachtung der Sonnenflecken fiel ihm aber auf, dass sich innerhalb der Umbra kleine hellere Flecken (engl. umbral dots) befinden. Sie sind wegen des hohen Kontrastes zur hellen Umgebung von Sonnenflecken schwer zu beobachten. Diese Flecken liefern Informationen über die innere Struktur von Sonnenflecken und sind noch immer Gegenstand der astrophysikalischen Forschung.